# Maximilian Terhalle
Maximilian Terhalle (* 19. Mai 1974 in Frankfurt am Main) ist ein deutscher Politikwissenschaftler und Hochschullehrer.

## Biografie
Maximilian Terhalle studierte Internationale Politik, Geschichte und Völkerrecht von Oktober 1993 bis September 1995 an der Albert-Ludwigs-Universität Freiburg. Seinen Magister in Politikwissenschaft, Neuerer Geschichte sowie Staats- und Völkerrecht erlangte er im Juni 1998 an der Rheinischen Friedrich-Wilhelms-Universität Bonn. Im Juli und August 2001 nahm er an der Summer School in International Politics der University of Cambridge teil. Von September 2002 bis Juni 2003 studierte er an der American University in Cairo und der al-Azhar Universität in Kairo. Terhalle erlangte 2004 an der Universität London seinen Master in Internationaler und nationaler Politik des Mittleren Ostens, Islamischer Philosophie und Arabisch. Im Mai 2006 erhielt er seinen Dr. phil. mit der Arbeit Otto Schmidt (1888–1971): Gegner Hitlers und Intimus Hugenbergs an der Rheinischen Friedrich-Wilhelms-Universität Bonn.
Von 2006 bis 2007 arbeitete Terhalle bei der Deutschen Gesellschaft für Auswärtige Politik und beim Deutschen Bundesministerium der Verteidigung als Referent für Sicherheitspolitik und Strategie. Beginnend mit einem zweijährigen Stipendium der Fritz Thyssen Stiftung lehrte und forschte er von 2007 bis 2011 an den Universitäten Yale, Columbia und Cornell. Von 2011 bis 2015 arbeitete Terhalle an der Freien Universität Berlin, der Universität Potsdam, der Friedrich-Schiller-Universität Jena und der Fernuniversität in Hagen. Im Jahr 2012 war er Gastforscher im Department of Politics and International Relations am Balliol College der Universität Oxford, 2014 assoziierter Wissenschaftler am Forschungsschwerpunkt „Macht, Normen und Governance in den internationalen Beziehungen“ am German Institute of Global and Area Studies. Ab 2015 arbeitete Terhalle an der Universität von Winchester.
Sein Buch The Transition of Global Order (Palgrave, 2015) führten zur Habilitation an der Universität Potsdam (2016). Im Jahr 2017 forschte Terhalle am Center for International Studies der London School of Economics and Political Science und am Centre for Rising Powers der Universität Cambridge, von 2018 bis 2021 am War Studies Department des King’s College London. 
Von 2019 bis 2020 war er Senior Adviser (POLAD) im britischen Verteidigungsministerium (äquivalent einem Brigadegeneral, Mitglied der "Command Group).
Seit 2021 ist Maximilian Terhalle Gastprofessor an der London School of Economics and Political Science und Senior Fellow am Kieler Institut für Sicherheitspolitik. 2021 erfolgte für das Londoner International Institute for Strategic Studies die Buchpublikation "The Responsibility to Defend: Rethinking Germany's Strategic Culture" (mit Bastian Giegerich).
In zahlreichen Fernseh-Interviews hat er sich seit Beginn des Krieges gegen die Ukraine dafür ausgesprochen, den Krieg als Angriff auf die westliche Ordnung an sich zu verstehen und damit nicht geographisch auf die Ukraine begrenzt. Und damit auch, dass ein Krieg zwischen China und den USA die Bedingungen in Europa fundamental änderte.
Terhalle ist Oberstleutnant der Reserve der Bundeswehr.

## Werke
Seine seit der Promotion erschienenen dreizehn begutachteten Journalaufsätze und zwei Sonderhefte (2013/2015).
- Maximilian Terhalle: Otto Schmidt (1888–1971): Gegner Hitlers und Intimus Hugenbergs. Universität Bonn, Bonn 2006, urn:nbn:de:hbz:5-07799.
- Stagnation im Mittleren Osten: Politisierte Religion als Reformmotor? In: ZPol Zeitschrift für Politikwissenschaft. Jahrgang 16, Nr. 3, 2006, S. 847–873, doi:10.5771/1430-6387-2006-3-847.
- Deutschnational in Weimar. Die politische Biografie des Reichstagsabgeordneten Otto Schmidt (Hannover) 1888–1971. Böhlau Verlag, Köln 2009, ISBN 978-3-412-20280-4.
- Revolutionary Power and Socialization: Explaining the Persistence of Revolutionary Zeal in Iran's Foreign Policy. In: Security Studies. Band 18, Nr. 3, 2009, S. 557–586, doi:10.1080/09636410903133076 (englisch).
- Understanding the limits of power: America's Middle East experience. In: Review of International Studies. Band 37, Nr. 2, April 2011, S. 631–640, doi:10.1017/S026021051000029X (englisch).
- Reciprocal Socialization: Rising Powers and the West. In: International Studies Perspectives. Band 12, Nr. 4, 2011, S. 341–361, doi:10.1111/j.1528-3585.2011.00442.x (englisch).
- Charlotte Streck, Maximilian Terhalle: The changing geopolitics of climate change. In: Climate Policy. Band 13, Nr. 5, 2013, doi:10.1080/14693062.2013.822690 (englisch).
- Kritische Anmerkungen zur »Politisierung internationaler Institutionen«. In: ZIB Zeitschrift für Internationale Beziehungen. Jahrgang 20, Nr. 2, 2013, S. 119–139, doi:10.5771/0946-7165-2013-2-119.
- Maximilian Terhalle, Joanna Depledge: Great-power politics, order transition, and climate governance: insights from international relations theory. In: Climate Policy. Band 13, Nr. 5, 2013, S. 572–588, doi:10.1080/14693062.2013.818849 (englisch).
- The Transition of Global Order. Legitimacy and Contestation. Palgrave Macmillan, 2015, ISBN 978-1-137-38689-2 (englisch).
- Transnational Actors and Great Powers during Order Transition. In: International Studies Perspectives. Band 17, Nr. 3, 2. Februar 2016, S. 287–306, doi:10.1111/insp.12077 (englisch).
- Strategie als Beruf. Überlegungen zu Strategie, Weltordnung und Strategic Studies. Tectum Baden-Baden, 2020. ISBN 978-3-8288-4409-4.
- Bastian Giegerich, Maximilian Terhalle: The Responsibility to Defend: Rethinking Germany’s Strategic Culture. Hrsg.: International Institute for Strategic Studies. Routledge, London 2021, ISBN 978-1-03-212273-1.